# Malenka depressa
Malenka depressa är en bäcksländeart som först beskrevs av Banks 1898.  Malenka depressa ingår i släktet Malenka och familjen kryssbäcksländor. Inga underarter finns listade i Catalogue of Life.